# قرار مجلس الأمن التابع للأمم المتحدة رقم 877
قرار مجلس الأمن التابع للأمم المتحدة رقم 877، الذي اتخذ بالإجماع في 21 تشرين الأول / أكتوبر 1993، بعد التذكير بالقرارين 808 (1993) و827 (1993)، عين المجلس ترشيح الأمين العام بطرس بطرس غالي للسيد رامون إسكوفار سالوم لمنصب مدعي عام في المحكمة الجنائية الدولية ليوغوسلافيا السابقة.

## روابط خارجية
- نص القرار في undocs.org